# Neurasthénie
 Mise en garde médicale
La neurasthénie est un terme psychopathologique utilisé pour la première fois par George Miller Beard en 1869 pour désigner une affection dont les symptômes incluent la fatigue, l'anxiété, les maux de tête, la névralgie, une perte de joie de vivre et une diminution de l'activité (déprime).
La neurasthénie est un terme actuellement employé dans la Classification internationale des maladies (CIM-10) publiée par l'Organisation mondiale de la santé (OMS) (et dans la Classification chinoise des troubles mentaux (CCTM), traduite par 神经衰弱). Cependant, elle n'est plus diagnostiquée par le Manuel diagnostique et statistique des troubles mentaux (DSM IV) publié par l'Association américaine de psychiatrie (AAP).
Une neurasthénie s'étale sur une durée de plus de six mois et affecte des individus actifs. Le traitement de cet état se fait par des thérapies et des exercices. Les effets secondaires de ce syndrome peuvent amener à prescrire des antidépresseurs, des somnifères ou des antalgiques.

## Histoire
Historiquement, la neurasthénie, ou « asthénie nerveuse », a été diversement rattachée, depuis l'Antiquité, à la mélancolie, aux « états nostalgiques ou à l'hypocondrie ». Ces descriptions remontant à Hippocrate passent par Galien, Pinel et Esquirol. En 1831, J. Johnson cité par Ellenberger a décrit un « syndrome d'usure », maladie propre aux Anglais surmenés. C'est en 1869 que G. Beard a décrit un trouble identique aux États-Unis qu'il nomma « neurasthénie », qui comprenait une intense fatigue physique et mentale, des céphalées, une hypersensibilité aux stimuli, de l'anxiété. Cette fois, cette affection a été attribuée au rythme de vie des Américains : « Les Américains sont le peuple le plus nerveux de la terre » disait-il.
En Europe, ce sont les psychiatres Wilhelm Erb en Allemagne, et Gilbert Ballet, Hippolyte Bernheim et Pierre Janet (1903-1909) en France parallèlement à Sigmund Freud (névrose actuelle en 1895) en Autriche qui ont tenté de définir cette entité mal délimitée et dont l'intérêt s'est perdu après la Première Guerre mondiale.
Le roman Crime et Châtiment de Dostoïevski dépeint le héros comme étant neurasthénique.
Dans le roman L'Avalée des avalés de Réjean Ducharme, le personnage de Bérénice Einberg se dit diagnostiquée neurasthénique à l'âge de 11 ans. Elle présente, entre autres, des troubles du sommeil jumelés à des troubles alimentaires, troubles qui peuvent faire partie des symptômes.

## Symptômes
Avant l'apparition des symptômes de neurasthénie, les individus sont en général dans une situation de réussite. Cet état est décrit comme étant le résultat de l'épuisement des réserves d'énergie du système nerveux central, que George Miller Beard a associé comme conséquence de la civilisation moderne et des tensions compétitives et commerciales qu'elle provoque sur ces individus. Elle était généralement associée aux personnes de la classe supérieure et aux professionnels exerçant des professions sédentaires, mais peut être la conséquence de la plupart des activités professionnelles stressantes.
La neurasthénie se déclare le plus souvent brusquement à la suite d'évènements frustrants. Sigmund Freud incluait dans cette catégorie divers symptômes physiques, dont la fatigue, la dyspepsie avec flatulence, et des indications de pression intra-crânienne et d'irritation de la colonne vertébrale. Comme d'autres personnes de l'époque, il pensait que cet état était dû à un "coït non accompli" qui avait un effet empoisonnant sur l'organisme, en d'autres termes, la neurasthénie était alors considérée comme étant le résultat d'une auto-intoxication.
Les symptômes s'apparentent à ceux d'une maladie de type viral avec des adénopathies, une fatigue extrême, de la fièvre et des symptômes des voies respiratoires supérieures. Le syndrome initial se résout mais semble déclencher une fatigue grave et prolongée, qui perturbe les activités quotidiennes et s'aggrave généralement à l'effort, qui n'est pas soulagé par le repos. Les patients ont souvent également des troubles du sommeil et des troubles cognitifs , tels que des problèmes de mémoire, une "pensée brumeuse", une hypersomnolence et un sentiment d'avoir eu un sommeil non réparateur. Les caractéristiques générales importantes sont des douleurs diffuses et des problèmes de sommeil.

## Diagnostic
Pour  que puisse être posé un diagnostic définitif de neurasthénie, le sujet doit ressentir une fatigue progressive après un effort mental, une faiblesse physique et un épuisement après un effort même léger. Il doit présenter deux ou plusieurs des symptômes suivants déterminés par la CIM-10 :
1. Sensation de douleurs et d'inconfort musculaires
2. Étourdissements
3. Maux de tête dus à la tension
4. Trouble du sommeil
5. Incapacité à se détendre
6. Irritabilité
7. Dyspepsie